# Bidaspa mebalifer
Bidaspa mebalifer är en fjärilsart som beskrevs av Adalbert Seitz 1908. Bidaspa mebalifer ingår i släktet Bidaspa och familjen juvelvingar. Inga underarter finns listade i Catalogue of Life.